# Chanson de Jérusalem

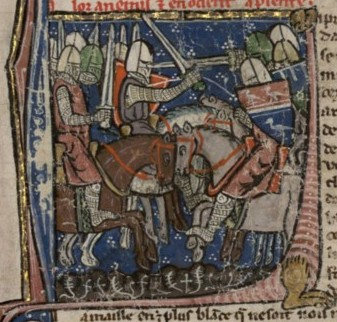
Siège de Jérusalem (1099)

La Chanson de Jérusalem ou Conquête de Jérusalem est une chanson de geste du XIIe siècle concernant la conquête de Jérusalem en 1099 par les croisés chrétiens lors de la première croisade. Cette chanson se rattache au premier cycle de la croisade.

## Source
- La conqueste de Jerusalem sur ARLIMA, Archives de littérature du Moyen Âge